# Phintella daklak
Espèce
Phintella daklak est une espèce d'araignées aranéomorphes de la famille des Salticidae.

## Distribution
Cette espèce est endémique de la province de Đắk Lắk au Viêt Nam,. Elle se rencontre dans le parc national de Chư Yang Sin et vers Buôn Ma Thuột.

## Description
La carapace du mâle holotype mesure 1,78 mm de long sur 1,51 mm et l'abdomen 2,01 mm de long sur 0,99 mm et la carapace de la femelle paratype 1,51 mm de long sur 1,28 mm et l'abdomen 2,85 mm de long sur 1,75 mm.

## Systématique et taxinomie
Cette espèce a été décrite par Hoang en 2023.

## Étymologie
Son nom d'espèce lui a été donné en référence au lieu de sa découverte, la province de Đắk Lắk.

## Publication originale
- Hoang, Tran, Vu & Pham, 2023 : « A new species and a new record of the jumping spider genus Phintella Strand, 1906 (Araneae: Salticidae) from the Central Highlands of Vietnam. » Bonn zoological Bulletin, vol. 72, no 1, p. 145-150.